# Mindarus remaudierei
Mindarus remaudierei är en insektsart som beskrevs av Voegtlin 1995. Mindarus remaudierei ingår i släktet Mindarus och familjen långrörsbladlöss. Inga underarter finns listade i Catalogue of Life.